# Phyllidiella striata
Phyllidiella striata is een slakkensoort uit de familie van de Phyllidiidae. De wetenschappelijke naam van de soort is voor het eerst geldig gepubliceerd in 1889 door Bergh.